# Ян Коварж
Ян Коварж (чеськ. Jan Kovář; 20 березня 1990, м. Пісек, ЧССР) — чеський хокеїст, центральний нападник. Виступає за «Металург» (Магнітогорськ) у Континентальній хокейній лізі.
Вихованець хокейної школи ХК «Пісек». Виступав за клуби «Пльзень», «Хомутов», «Слован» (Усті-над-Лабем).
У складі національної збірної Чехії учасник чемпіонатів світу 2013, 2014 і 2015 (26 матчів, 3+7); учасник EHT 2011, 2012, 2013, 2014 і 2015. У складі молодіжної збірної Чехії учасник чемпіонатів світу 2010. У складі юніорської збірної Чехії учасник чемпіонату світу 2008 (дивізіон І).
Брат: Якуб Коварж.
Досягнення
- Чемпіон Чехії (2013)
- Володар Кубка Гагаріна (2014)
- Учасник матчу усіх зірок КХЛ (2014)